# ファミリートレーナー
ファミリートレーナー（Family Trainer）は、バンダイ（現・バンダイナムコエンターテインメント）が1986年にファミリーコンピュータ向けに発売した体感装置。日本国外ではFamily Fun Fitness（ファミリーファンフィットネス）の名称で発売されていたが、任天堂が権利を買い取ってデザイン変更したものをPower Pad（パワーパッド）という名称で発売した。

## 概要
ファミリートレーナー用に発売されたタイトルは全部で10タイトルある。付属のマットを利用してテレビ画面の前で実際に足踏みしたりジャンプしたりする事で操作する。その操作方法は、集合住宅や家屋の2階などで利用する場合、室内が大きく揺れたり騒音になったりすることがあり、また場所を取ることもあって、日本の住宅事情に則してみると実用的な利用は困難な家庭が多かった。そのため、足ではなく両手でマットを叩くなど工夫している家庭も多く存在していた。
2008年にはバンダイナムコゲームス（現・バンダイナムコエンターテインメント）より約20年ぶりの新作『ファミリートレーナー』がWii用として発売された。同作は2009年1月に、全世界で販売本数が100万本を突破した。2009年に発売された『ファミリートレーナー2』も全世界で60万本を記録している。
また、Wii版ファミリートレーナーはバンダイナムコゲームスの「ファミリーシリーズ」のラインナップに加わることになった。
2020年にはバンダイナムコエンターテインメントより『ファミリートレーナー』がNintendo Switch用として発売された。Joy-Conおよびレッグバンドによるプレイで、マットは使用しない。

## 専用ソフト
★は日本のみで発売、それ以外のタイトルは日本国外でも発売された。◆は日本未発売。

### ファミリーコンピュータ
いずれもバンダイ発売。ソフトの開発はヒューマンが担当した。
1986年
- ファミリートレーナー アスレチックワールド（11月12日発売） - ファミリートレーナー同梱ソフト。
- ファミリートレーナー ランニングスタジアム（12月23日発売）

1987年
- ファミリートレーナー エアロビスタジオ（2月26日発売）
- ファミリートレーナー ジョギングレース（5月28日発売）★
- ファミリートレーナー 迷路大作戦（7月31日発売）★
- ファミリートレーナー マンハッタンポリス（8月31日発売）
- ファミトレ大運動会（11月27日発売）
- ファミリートレーナー 突撃!風雲たけし城（12月28日発売）★

1988年
- ファミリートレーナー 風雲たけし城 二（12月20日発売）★

1989年
- 来来キョンシーズ ベビーキョンシーのあみだ大冒険（1月26日発売）★
- Short Order / Egg-splode!（12月発売）◆ - 北米のみで発売されたオムニバスのパズルゲーム。

### Wii
バンダイナムコゲームス・バンダイレーベルより発売。ソフトの開発は主にハ・ン・ドが担当している。
2008年
- ファミリートレーナー（英語版）（5月29日発売） - ファミリートレーナー同梱ソフト。

2009年
- ファミリートレーナー2（英語版）（12月10日発売）

2010年
- みんなで冒険!ファミリートレーナー（10月21日発売） - ファミリートレーナー同梱版あり。

2011年
- いっしょに遊ぼう! ドリームテーマパーク（12月15日発売） - 開発はガンバリオン[4]。ファミリートレーナー同梱版あり。

### Nintendo Switch
バンダイナムコエンターテインメントより発売。ソフトの開発はWii版と同じくハ・ン・ドが担当している。
2020年
- ファミリートレーナー（12月17日発売） - リングフィット アドベンチャー付属品と同一のレッグバンド（HAC-023）が同梱。Lite非対応。
Wii版のアトラクションを収録。